# Медиакультура
В культурологии под медиакультурой подразумевается современное западное капиталистическое общество, появившееся и образовавшееся в XX веке под влиянием средств массовой информации. 
Термин подразумевает под собой общий эффект и интеллектуальное влияние, оказываемое СМИ (в основном, телевидением, но также прессой, радио и кино) не только на общественное мнение, но также на вкусы и ценности.
Альтернативный термин, массовая культура, подразумевает, что такая культура появляется спонтанно в самих массах, как то было с популярным искусством до 20го века. Выражение «медиакультура», с другой стороны, подразумевает, что такая культура — это продукт средств массовой информации. Другим альтернативным определением медиакультуры является «имиджевая культура».
Медиакультура, со своим уклоном в рекламу и связи с общественностью, часто считается системой, в центре которой — манипуляция народными массами. Корпоративные СМИ используются в основном для того, чтобы представлять и воспроизводить доминирующие идеологии. В 1940-х годах выдающейся в развитии этого направления стала работа Теодора Адорно. Медиакультура ассоциируется с консьюмеризмом, и в этом смысле альтернативно называется «потребительской культурой».

## Определения
«Отношения популярной культуры и СМИ символичны: и те, и другие зависят друг от друга в близком сотрудничестве.»
К. Тернер (1984), с.4
Новостные СМИ получают информацию от ученых и филологов и сообщают её широкой публике, зачастую делая акцент на привлекательных и удивительных элементах. Например, большие панды (вид, проживающий в труднодоступных лесах Китая) стали широко известными элементами популярной культуры в отличие от червей-паразитов, имеющих большую практическую важность. Как ученые факты, так и актуальные новостные истории изскажаются через популяризацию, зачастую вплоть до полной неправды.
В эссе Ханны Арендт «Кризис в культуре», написанном в 1961 году, говорится, что «определяемые рынком СМИ приведут к вытеснению культуры требованиями индустрии развлечений». Сьюзен Зонтаг, однако, утверждает, что в нашей культуре самые «вразумительные и убедительные ценности» происходят именно из этой индустрии, «которая диктует размывающиеся стандарты серьёзности». В результате, «безразличные, поверхностные и безрассудно жестокие» темы становятся нормой. Некоторые критики утверждают, что популярная культура «упрощается»: газеты, которые в одно время оповещали иностранные новости, сегодня публикуют сплетни о знаменитостях, фотографии едва одетых молодых девушек… Телевидение заменило высококачественную драму программами о садоводстве, кулинарии, образе жизни, реалити-шоу и глупыми мыльными операми" вплоть до того, что люди постоянно вовлечены в викторину о жизни знаменитостей.
С 1950-х годов телевидение было главным средством массовой информации для формирования общественного мнения. В книге Розенберга и Уайта «Массовая культура» Макдональд утверждает, что «популярная культура — это обесцененная, тривиальная культура, которая использует глубокие реальности (секс, смерть, поражение, трагедия) и также простые спонтанные удовольствия… Народные массы, развращаемые в течение нескольких поколений подобными вещами, в свою очередь требуют тривиальных и комфортных культурных продуктов». Ван ден Хаг утверждает, что «все средства массовой информации в конце концов отчуждают людей от личного опыта и, делая вид, что возмещают его, усиливают их моральную изоляцию друг от друга, от реальности и от самих себя».
Критики сокрушаются о том, что «высокое искусство и аутентичная народная культура были заменены безвкусными индустриальными артефактами, произведенными на конвейере с целью удовлетворить самый низкий общий знаменатель». Эта «массовая культура появилась после Второй мировой войны и привела к концентрации силы массовой культуры в руках глобальных медиа-конгломератов». Популярные печатные СМИ снизили количество новостей и информации и заменили их развлекательными материалами или щекотливыми фактами, которые усиливают распространение «страхов, предрассудков, паранойи и агрессии».
Критики телевидения и кино утверждают, что качество телевизионного продукта испортилось, так как каналы стремятся к высоким рейтингам через акцент на «блестящем, искусственном и популярном». Что касается кино, «культура и ценности Голливуда» все больше и больше доминируют в создании фильмов. Голливудские фильмы изменились: создаются стереотипные фильмы, которые подчеркивают «шокирующие ценности и искусственное волнение» и используют спецэффекты, на темы, основанные на таких основных инстинктах как агрессия, месть, жестокость и жадность". Сюжеты «зачастую кажутся примитивными, стандартная заготовка берется с полки, диалоги минимальны». «Герои поверхностны и неубедительны, диалоги просты, нереальны и плохо составлены».

## Медиакультура как религия
Медиакультура, будучи частью массмаркета, сравнима с ролью религий в прошлом. Существует мнение, что медиакультура занимает место старых традиционных религий. Волны энтузиазма и горячего восторга по поводу какого-то продукта (характеристика феномена потребителя), сравниваются с «экстазом от конвульсий и чудес старого религиозного фетишизма».
Напротив, католическая церковь, доминирующая религия в Западном мире, на протяжении истории считалась предшественником и изощренной формой связей с общественностью, рекламы и транснациональной корпорацией, продающей свой продукт широкой массе поклонников/потребителей.